# 3rdEyeGirl
3rdEyeGirl, auch 3rdeyegirl oder 3RDEYEGIRL geschrieben, war eine US-amerikanische Funk-, Pop- und Rock-Band. Sie wurde im Dezember 2012 von Prince in Minneapolis in Minnesota gegründet und bestand aus der Gitarristin Donna Grantis, der Schlagzeugerin Hannah Ford-Welton und der Bassistin Ida Kristine Nielsen. Das Trio unterstützte Prince bei seinen Konzerten und Studioaufnahmen bis 2015. 3rdEyeGirl war nach The Revolution und The New Power Generation seine dritte und letzte Begleitband in seiner Karriere.
Im September 2014 veröffentlichte Prince mit 3rdEyeGirl das einzige gemeinsame Studioalbum mit Namen Plectrumelectrum, das in einigen Ländern Top-Ten-Platzierungen erreichte. Seit Prince’ Tod im April 2016 ist 3rdEyeGirl nicht mehr aktiv. Eine offizielle Auflösung gab die Band jedoch niemals bekannt.

## Das Trio 3rdEyeGirl
Ida Nielsen wurde 1975 in Arhus in Dänemark geboren, Donna Grantis am 28. September 1986 in Mississauga in Kanada. Sie ist mit Trevor Guy verheiratet, der ab 2012 als Gitarrentechniker für Prince arbeitete und nach dessen Tod für die Öffentlichkeitsarbeit des Paisley Park Studios zuständig ist. Hannah Ford kam am 29. Juni 1990 in Louisville in Kentucky auf die Welt und ist heute unter dem Namen Hannah Ford-Welton bekannt – sie nahm den Nachnamen ihres Ehemanns Joshua Aaron Michael Welton (* 21. Oktober 1990) an, mit dem sie seit 2011 verheiratet ist und drei Kinder hat. Der Musiker Joshua Welton arbeitete von 2012 bis 2016 ebenfalls mit Prince zusammen.
Die Bezeichnung „Drittes Auge“ („3rd Eye“) beschreibt ein esoterisches Konzept eines unsichtbaren Auges, das eine Wahrnehmung jenseits des gewöhnlichen Sehens ermöglicht. Ob diese Bedeutung eine Rolle für Prince bei der Namensgebung seiner Begleitband spielte, ist öffentlich nicht bekannt.

## Bandgeschichte

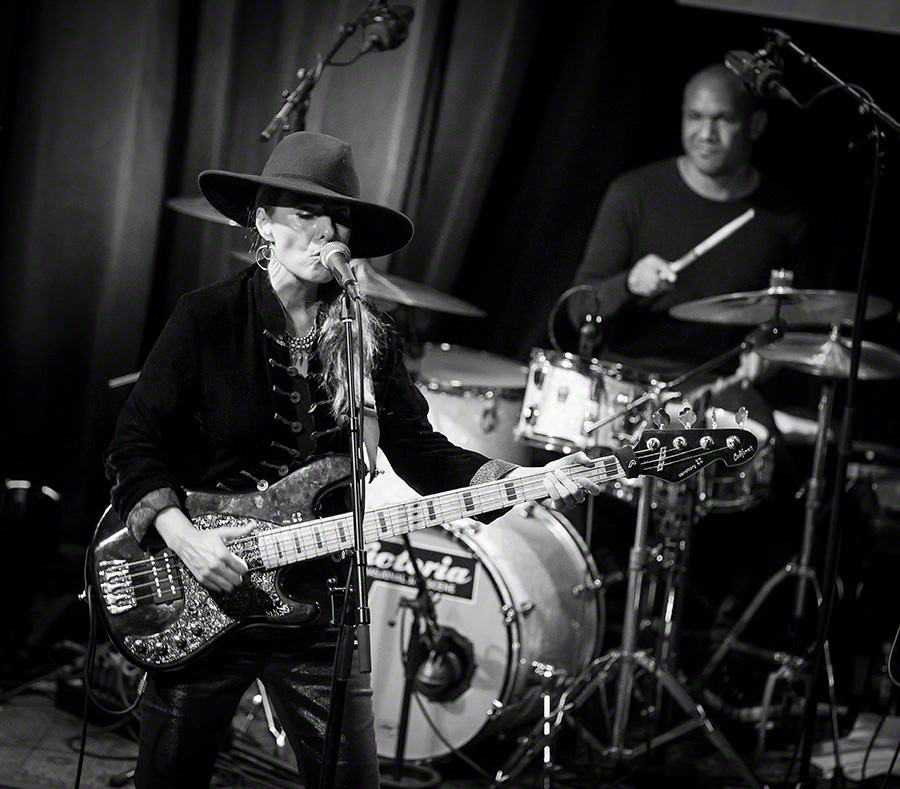
Ida Nielsen, 2016

Ida Nielsen spielte bereits seit der 20Ten-Tour im Jahr 2010 in Prince’ Begleitband The New Power Generation, Hannah Ford engagierte er erstmals im September 2012 für drei Live-Konzerte in Chicago in Illinois, nach dem er Musikvideos von ihr im Internet gesehen hatte. Nach diesen Livekonzerten fragte Prince Hannah Ford und ihren Ehemann Joshua Welton, ob diese eine Gitarristin für eine neue Band suchen könnten. Das Ehepaar wurde schließlich Ende November 2012 auf Donna Grantis aufmerksam, als sie Videos von ihr auf YouTube sahen. Eine Woche später wurde Grantis von Prince in sein Paisley Park Studio in Chanhassen in Minnesota eingeladen, anschließend engagierte er sie als Gitarristin. Am 31. Dezember 2012 tauchte der Bandname 3rdEyeGirl zum ersten Mal in der Öffentlichkeit auf, als Prince ein Rehearsal-Musikvideo seines Songs Bambi (1979) auf YouTube streamte.
In den Jahren 2013 bis 2015 war 3rdEyeGirl oftmals die Begleitband von Prince’ Livekonzerten. Nach dem im September 2014 veröffentlichten Album Plectrumelectrum arbeitete Prince im Jahr 2015 an einem neuen Album mit dem Arbeitstitel New 3rdEyeGirl String Session. Gemäß Arrangeur Michael B. Nelson, der mit Prince von 1991 bis 2001 und von 2011 bis 2016 zusammenarbeitete, hatte Prince einige Songs „mit symphonischen Gitarrensoli“ geschrieben, die Donna Grantis bereits eingespielt und Nelson aufgenommen hatte. Ein entsprechendes Album konnte aber nicht fertiggestellt werden, weil Prince im April 2016 überraschend starb.

## Tourneen
Das Konzert-Debüt von 3rdEyeGirl als Begleitband von Prince fand am 18. Januar 2013 im Dakota Jazz Club in Minneapolis in Minnesota statt. Insgesamt absolvierten Prince und 3rdEyeGirl vier Tourneen, besuchten aber niemals Deutschland und die Schweiz.
Die erste Tournee mit Namen „Live Out Loud Tour“ begann am 15. April 2013 im Vogue Theatre in Vancouver in Kanada und endete am 25. Mai 2013 im Myth Live in Maplewood in Minnesota. Die Tournee führte nur durch die USA, umfasste 34 Konzerte und fand in kleineren Konzerthallen mit einer Zuschauerkapazität von 1.500 bis 3.000 statt. Meist absolvierten Prince und 3rdEyeGirl zwei Liveauftritte pro Abend.
Im Jahr 2014 wurden zwei Tourneen absolviert; die erste mit Namen „Hit and Run Tour 2014“ startete am 5. Februar im Electric Ballroom in London und wurde am 22. Februar in der Manchester Academy 1 in Manchester beendet. Alle elf Konzerte fanden ausschließlich in England und in abermals kleineren Konzerthallen statt, pro Abend wurden erneut meist zwei Konzerte gespielt. Die zweite Tournee hieß „Hit and Run Part II“ und führte nur durch Europa; sie wurde am 15. Mai in der LG Arena in Birmingham eröffnet und am 7. Juni 2014 – Prince’ 56. Geburtstag – in der Wiener Stadthalle in Wien beendet. Im Gegensatz zu den anderen Tourneen fanden die 13 Livekonzerte diesmal in größeren Hallen mit einem Fassungsvermögen von 3.300 bis 21.000 Zuschauern statt.
Die letzte Tournee mit Namen „Hit and Run Tour 2015“ startete am 2. Februar 2015 im Koko in London. Die Tournee umfasste 14 Konzerte, wobei zwölf in den USA absolviert wurden. Außerdem trat Prince in Dubai auf, was sein einziges Livekonzert in der Vereinigte Arabische Emirate in seiner Karriere war. Am 14. Juni 2015 fand das letzte Konzert von 3rdEyeGirl als Begleitband statt, das im Warner Theatre in Washington, D.C. absolviert wurde. Anschließend traten einzelne Mitglieder von 3rdEyeGirl zwar noch mit Prince live auf, aber nicht mehr als Trio.

## Diskografie

### Studioalbum
Am 26. September 2014 veröffentlichte Prince mit 3rdEyeGirl das Album Plectrumelectrum bei dem Label Warner Bros. Records / NPG Records.
| ChartsChartplatzierungen       | Höchstplatzierung | Wochen |
| ------------------------------ | ----------------- | ------ |
| Deutschland (GfK)              | 31 (2 Wo.)        | 2      |
| Österreich (Ö3)                | 10 (2 Wo.)        | 2      |
| Schweiz (IFPI)                 | 8 (5 Wo.)         | 5      |
| Vereinigtes Königreich (OCC)   | 11 (2 Wo.)        | 2      |
| Vereinigte Staaten (Billboard) | 8 (4 Wo.)         | 4      |

Die Singleauskopplung Pretzelbodylogic erreichte lediglich Platz 90 in den britischen Charts und Fixurlifeup platzierte sich nicht in den internationalen Hitparaden. Außerdem wirkt 3rdEyeGirl auf der von Prince im Jahr 2013 veröffentlichten Single Screwdriver mit, die er auf seinem zu Lebzeiten letzten Album HITnRUN Phase Two platzierte. Ferner konnte am 22. Februar 2013 der von Prince produzierte non-Album-Track Live Out Loud heruntergeladen werden, bei dem Hannah Ford den Hauptgesang übernahm.

### Donna Grantis
Donna Grantis und Ida Nielsen veröffentlichten auch Studioalben unter eigenen Namen, die sich in den internationalen Hitparaden aber nicht platzieren konnten. Hannah Ford-Welton brachte kein eigenes Album heraus.
- 2012: Suites (unter Donna Grantis Electric Band)
- 2019: Diamonds & Dynamite